# Chiesa di San Giovanni Battista (Portovenere)
La chiesa di San Giovanni Battista è un edificio religioso cattolico situato nella frazione di Fezzano, in via Emilio Rossi, nel comune di Portovenere in provincia della Spezia. La chiesa è sede dell'omonima parrocchia del vicariato della Spezia I della diocesi della Spezia-Sarzana-Brugnato.

## Storia e descrizione

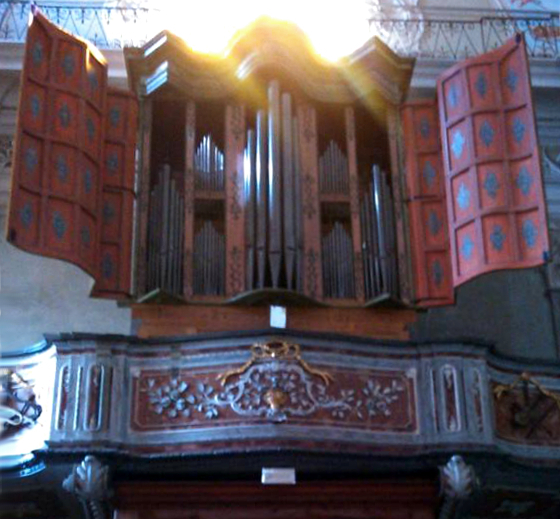
L'organo, datato al XVIII secolo.

I lavori per la costruzione del tempio furono intrapresi nel 1729 per concludersi circa dieci anni dopo, tra il 1739 e il 1740.
Nell'insieme delle opere che abbelliscono la chiesa, oltre agli altari laterali in stile barocco, è il pregevole organo del genovese Filippo Piccaluga, che fu comprato per 1.800 lire genovesi dai massari della chiesa a Genova su interessamento di un abate del convento degli Olivetani delle Grazie.
Tra le altre opere sono custodite cinque dipinti del locale pittore Giuseppe Tori, una statua in legno dello scultore genovese Anton Maria Maragliano e una dello scultore russo Stepan Erzia.